# Gerichte im Fürstentum Waldeck und Pyrmont
Dieser Artikel beschreibt die Geschichte und Struktur der Gerichte im Fürstentum Waldeck und Pyrmont.

## Geschichte
Das Gogericht Flechtdorf ist historisch als frühes Gericht in der Region bekannt.
Im Fürstentum Waldeck und Pyrmont bildeten die acht Ämter im Landesteil Waldeck und das Oberamt Pyrmont im Landesteil Pyrmont die Gerichte erster Instanz. Hinzu kamen die Stadtgerichte, das freiherrlich Dalwigksche Amt Lichtenfels und der Justizbeamte der paragierten Grafen von Waldeck-Bergheim.
Gericht zweiter Instanz und Kriminalgericht war die fürstliche Regierung, die seit 1728 in Arolsen ihren Sitz hatte. Seit dem 17. Jahrhundert bestand das Hofgericht Korbach als oberste Instanz. Am 14. Februar 1751 hatten die Fürsten das erweiterte Jus de non appellando erworben. Bis zu einem Streitwert vom 2000 Guldgulden entschied dieses letztinstanzlich, ohne dass eine Appellation an den Kaiser (Reichshofgericht) oder das Reichskammergericht möglich war.
Mit dem Ende des Heiligen Römischen Reiches wurde anstelle der Appellation am Reichskammergericht von der Aktenversendung an die Universität Göttingen oder Universität Marburg Gebrauch gemacht. Gemäß Art. 12 der Deutschen Bundesakte wurde 1817 ein Gemeinschaftliches Oberappellationsgericht in Wolfenbüttel mit Braunschweig und Lippe gebildet.
Mit dem Organisations-Edikt vom 28. Januar 1814 wurde die Amtsstruktur neu geordnet. Nun bestanden drei Oberämter (das der Diemel (Arolsen), das des Eisenberges (Korbach) und das der Eder (Wildungen)). Innerhalb dieser Oberämter bildeten jeweils zwei Justizbeamte und ein Sekretär das Oberamts-Justizgericht als erste Instanz. Die Patrimonialgerichte und die Stadtgerichte wurden aufgehoben. De facto wäre damit eine Trennung von Verwaltung und Justiz erreicht gewesen.
Gegen dieses Edikt richtete sich der Widerstand der Stände, die sich letztlich durchsetzten. Als Kompromiss wurde der Landesvertrag vom 19. April 1816 verabschiedet. Nun waren es fünf Oberämter, die eingerichtet wurden. Die Justizbeamten erhielten zusätzlich noch die Aufgaben der Polizeiverwaltung, so dass die Trennung zwischen Verwaltung und Justiz wieder durchbrochen wurde. Auch bestanden die Patrimonialgerichte weiter.
Das neue Ober-Justizamt der Werbe in Sachsenhausen diente als Kriminalgericht für das ganze Fürstentum. In schweren Fällen war es aber nur mit Voruntersuchungen betraut; die Gerichtsfunktion behielt dann die Regierung. Mit Gesetz vom 21. März 1835 wurde das Hofgericht anstelle der Regierung zum Kriminalgericht. Ein gesonderter Justiz-Senat der Regierung war diesem übergeordnet.
Mit der Märzrevolution wurde die Trennung von Verwaltung und Justiz als Teil der Märzforderungen neu diskutiert. Das reformierte Staatsgrundgesetz vom 23. Mai 1849 regelte im Titel VII „von der richterlichen Gewalt“ diese Trennung. Am 11. Juni 1849 wurde der Justizsenat bei der Regierung aufgehoben und dessen Aufgaben an das Hofgericht übertragen, das nun aus zwei Senaten bestand. Mit Verordnung vom 7. Dezember 1849 wurde das Hofgericht in Obergericht umbenannt.
Auf der unteren Ebene erfolgte die Trennung von Justiz und Verwaltung mit dem Gerichtsverfassungsgesetz vom 5. Juni 1850. Für jeden der vier neu geschaffenen Kreise wurde ein Kreisgericht geschaffen (drei für Waldeck und eines für Pyrmont). Auch in der Reaktionsära blieb diese Justizorganisation erhalten. Am 1. Oktober 1858 verlegte das Obergericht seinen Sitz von Korbach nach Arolsen.
Mit Akzessionsvertrag vom 18. Juli 1867 übertrug der Fürst die Verwaltung seines Landes an Preußen. Mit Allerhöchster Verfügung vom 6. Oktober 1868 des preußischen Königs wurden die vier Kreisgerichte in Amtsgerichte und das Obergericht in ein preußisches Kreisgericht umgewandelt. Dieses war dem Appellationsgericht Kassel untergeordnet.
Mit dem Gerichtsverfassungsgesetz vom 27. Februar 1877 wurden die Regelungen des Deutschen Gerichtsverfassungsgesetzes in Waldeck und Pyrmont umgesetzt. Die drei waldeckschen Amtsgerichte blieben bestehen und wurden dem Landgericht Kassel nachgeordnet. Das Amtsgericht Pyrmont kam in den Bezirk des Landgerichtes Hannover. Das Kreisgericht wurde aufgehoben.

## Liste der Gerichte

### Obergerichte
- Regierung des Fürstentums Waldeck und Pyrmont
- Hofgericht Korbach → Obergericht Korbach → Obergericht Arolsen → Kreisgericht Arolsen

### Eingangsgerichte bis 1816
- Amt Arolsen, Amt Eilhausen, Amt Eisenberg, Amt Landau, Amt Lichtenfels, Amt Rhoden, Amt Waldeck, Amt Wetterburg, Amt Wildungen und Oberamt Pyrmont

### Eingangsgerichte bis 1850
| Landgericht                   | Sitz            | Aufgelöst | Aufnehmendes Gericht                                   |
| ----------------------------- | --------------- | --------- | ------------------------------------------------------ |
| Oberjustizamt der Twiste      | Arolsen         | 1850      | Kreisgericht Arolsen                                   |
| Patrimonialgericht Bergheim   | Bergheim        | 1848      | Oberjustizamt der Werbe                                |
| Stadtgericht Korbach          | Korbach         | 1850      | Kreisgericht Korbach                                   |
| Oberjustizamt des Eisenbergs  | Korbach         | 1850      | Kreisgericht Korbach                                   |
| Stadtgericht Mengeringhausen  | Mengeringhausen | 1850      | Kreisgericht Arolsen                                   |
| Stadtgericht Nieder-Wildungen | Wildungen       | 1850      | Kreisgericht Nieder-Wildungen                          |
| Oberjustizamt der Eder        | Wildungen       | 1850      | Kreisgericht Nieder-Wildungen                          |
| Oberjustizamt der Emmer       | Pyrmont         | 1850      | Kreisgericht Pyrmont                                   |
| Oberjustizamt der Diemel      | Rhoden          | 1850      | Kreisgericht Arolsen                                   |
| Justizamt Sachsenberg         | Sachsenberg     | 1850      | Kreisgericht Korbach                                   |
| Oberjustizamt der Werbe       | Sachsenhausen   | 1850      | Kreisgericht Korbach und Kreisgericht Nieder-Wildungen |

### Eingangsgerichte ab 1850
| Landgericht                   | Sitz      | Aufgelöst | Aufnehmendes Gericht  |
| ----------------------------- | --------- | --------- | --------------------- |
| Kreisgericht Arolsen          | Arolsen   | 1868      | Amtsgericht Arolsen   |
| Kreisgericht Korbach          | Korbach   | 1868      | Amtsgericht Korbach   |
| Kreisgericht Nieder-Wildungen | Wildungen | 1868      | Amtsgericht Wildungen |
| Kreisgericht Pyrmont          | Pyrmont   | 1868      | Amtsgericht Pyrmont   |